# Constitución (Buenos Aires)
Constitución é um bairro da cidade argentina de Buenos Aires.
Abriga a maior estação ferroviária da cidade, a Estacion Constitución, que recebe milhões de pessoas diariamente, das cidades de Quilmes, La Plata entre outras. Localizado relativamente próximo ao centro, é considerado um bairro de imigrantes, abrigando muitos bolivianos.

## História

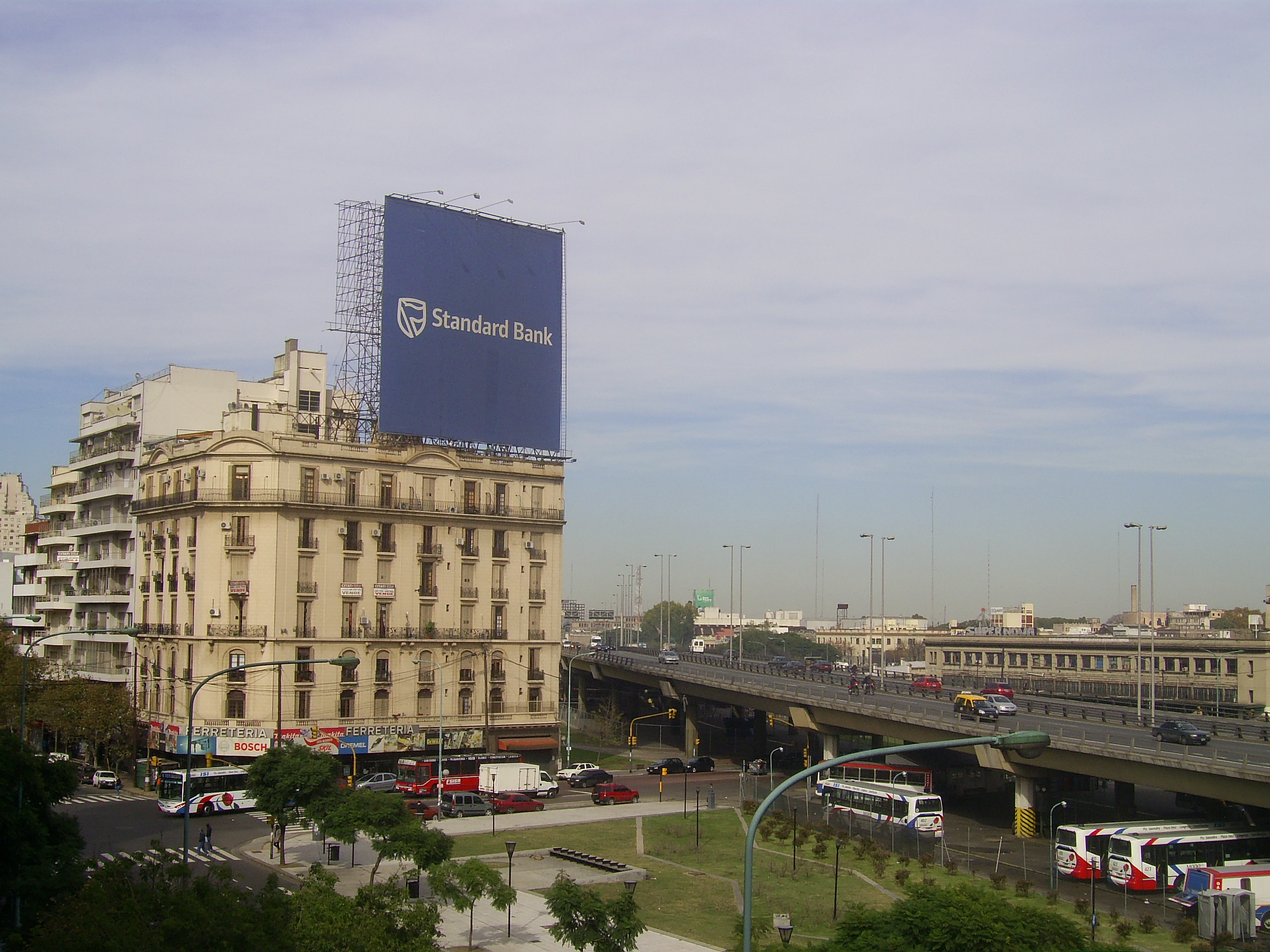
Vista do Bairro Constitución, Buenos Aires

#### Século XVIII
Durante os primeiros anos de vida de Buenos Aires, este bairro era um lugar isolado e uma área de trânsito ao sul do campo. No final do século XVIII, os Padres de Belém fundaram, aproximadamente no terreno do que até recentemente era o Hospital Rawson, um hospital que eles chamavam de Hospital da Convalescença.

#### Século XIX
Nos primeiros anos do século XIX, viu-se a necessidade de afastar as concentrações de carroças do centro da cidade, e foi assim que em 1821 a "Plaza de la Concepción" foi designada para cumprir essa função.

## Cultura
A cultura latina é fortemente relacionada ao bairro e aos dominicanos que vivem principalmente na área delimitada entre as ruas Juan de Garay, Entre Ríos, Independencia e Lima.